# Збагачуваність магнітних руд
Збагачуваність магнітних руд

Рис. 1. Магнітний сепаратор ПБСЦ

Рис. 3.

Дослідження збагачуваності магнітними методами звичайно починають з магнітного аналізу окремих класів руди із застосуванням різних аналізаторів. Пробу сильномагнітної руди крупністю до 50 мм і до 3 (5) мм слабомагнітної розділяють на 3 — 4 класи, і кожний клас піддається магнітному аналізу. На основі результатів проведеного аналізу роблять висновок про можливість збагачення даної руди магнітною сепарацією, встановлюють приблизну крупність подрібнення руди та визначають орієнтовані вихід і якість одержаних продуктів.
Матеріал перед магнітним збагаченням проходить ряд підготовчих операцій: дроблення, подрібнення, класифікацію, знешламлення (або знепилення), намагнічування (або розмагнічування), сушку, випалювання (в залежності від речовинного складу збагачуваного матеріалу та умов магнітної сепарації).
Дослідження збагачуваності сильномагнітних руд проводять на магнітних сепараторах зі слабким магнітним полем. Для досліджень застосовуються сепаратори лабораторного і промислового типів, а також безперервно діючі дослідні установки. Таким обладнанням може бути барабанний магнітний сепаратор ПБСЦ-63/56, схема якого наведена на рис. 1.
Магнітний сепаратор ПБСЦ-63/50 з верхньою подачею живлення призначений для сухого магнітного збагачення зернистих сильно-магнітних руд і знезалізнення немагнітних матеріалів крупністю до 50 мм.
Напруженість магнітного поля сепаратора складає 120 кА/м.

Рис. 2.

Після встановлення необхідної для розділення напруженості магнітного поля досліджуваний матеріал завантажують у бункер 1 електромагнітного сепаратора. З бункера за допомогою віброживи-льника 2 матеріал рівномірним потоком подається на обертовий барабан 4, в середині якого знаходиться нерухома магнітна система 5. Після розділення продукти сепарації направляються у збірники 6.
При переробці сильномагнітних руд крупністю 0-50 або 0-25 мм їх попередня класифікація на класи і + 6 і 0 — 6 мм підвищує ефективність магнітної сепарації.
Сухою магнітною сепарацією збагачують, як правило, зернисті магнетитові і титаномагнетитові руди з крупновкрапленою пустою породою, а також руди рідкісних металів. Метою використання сухої магнітної сепарації є одержання відвальних відходів. Чорновий концентрат сухої магнітної сепарації (промпродукт) направляють на подрібнення і мокру магнітну сепарацію.
Тонковкраплені магнетитові руди збагачують мокрою магнітною сепарацією у дві-три стадії. Крупність подрібнення в окремих стадіях визначають у залежності від вкраплення рудних і породних мінералів за даними магнітного аналізу. Для лабораторних досліджень може застосовуватися електромагнітний барабанний сепаратор конструкції Механобра — ЕБМ-60/50 (рис. 4.30) з нижньою подачею живлення і прямоточною ванною.
Напруженість магнітного поля сепаратора регулюється і складає до 90 кА/м. Вміст твердого у живленні магнітної сепарації при збагаченні руди крупністю до 3 мм складає 45 %, при збагаченні тонкоподрібненої руди крупністю 0,1 мм — 20 — 25 % .
Дослідження збагачуваності слабкомагнітних руд проводять на магнітних сепараторах з сильним магнітним полем. Для лабораторних досліджень сухої магнітної сепарації застосовуються електромагнітні роликові сепаратори ЕРС-12/10 (рис. 3) з нижньою подачею живлення, а для досліджень мокрої магнітної сепарації — напівпромислові роторні сепаратори, напруженість магнітного поля у яких регулюється і складає до 900 кА/м.
Перед збагаченням у сепараторах зі слабким магнітним полем із вихідного матеріалу повинні бути видалені сильномагнітні міне¬рали і металічний скрап.
Технологічні дослідження процесу магнітної сепарації проводять з метою відпрацьовування та удосконалення параметрів роботи сепараторів на даній конкретній руді. Регульовані параметри електромагнітних сепараторів: напруженість магнітного поля в робочому зазорі, частота обертання барабана, валків або ротора, робочий зазор, розмір розвантажувальних щілин в полюсних наконечниках, ро¬з-рідженість живлення, витрати води та продуктивність сепараторів.
Напруженість магнітного поля вибирається з умов отримання з руди найбільш чистої магнітної фракції з мінімальними втратами магнітних компонентів. Частота обертання робочого органу сепараторів залежить від вмісту магнітних мінералів в руді, потрібної продуктивності та необхідної якості продуктів сепарації.
Важливу роль у процесі магнітної сепарації відіграє водний режим. Водний режим роботи сепаратора регулюється висотою зливного порога і подачею промивної води. Для одержання більш чистого магнітного або немагнітного продукту у концентраційне відділення або ванну для немагнітного продукту подають промивну воду. Швидкість розвантаження продуктів сепарації і об'єм води, що подається у магнітні сепаратори, регулюються розмірами розвантажувальних насадок.

## Збагачуваність мінеральної сировини за процесами і мінеральною сировиною
Розрізняють:
- Збагачуваність флотацією — флотаційна здатність (флотованість)
- Збагачуваність гравітаційними процесами
- Збагачуваність електричною сепарацією